# Горній Ложаць
45°31′ пн. ш. 14°44′ сх. д. / 45.52° пн. ш. 14.73° сх. д.
Горній Ложаць (хорв. Gornji Ložac) — населений пункт у Хорватії, у Приморсько-Горанській жупанії у складі міста Делниці.

## Населення
Населення за даними перепису 2011 року становило 10 осіб.
Динаміка чисельності населення поселення:

## Клімат
Середня річна температура становить 8,47 °C, середня максимальна – 21,33 °C, а середня мінімальна – -5,78 °C. Середня річна кількість опадів – 1453 мм.
| Клімат поселення                              | Клімат поселення | Клімат поселення | Клімат поселення | Клімат поселення | Клімат поселення | Клімат поселення | Клімат поселення | Клімат поселення | Клімат поселення | Клімат поселення | Клімат поселення | Клімат поселення | Клімат поселення |
| Показник                                      | Січ.             | Лют.             | Бер.             | Квіт.            | Трав.            | Черв.            | Лип.             | Серп.            | Вер.             | Жовт.            | Лист.            | Груд.            |                  |
| Середній максимум, °C                         | 5,58             | 6,50             | 9,17             | 13,14            | 17,84            | 21,17            | 21,33            | 20,87            | 17,35            | 13,24            | 8,04             | 4,57             |                  |
| Середня температура, °C                       | −0,09            | 0,82             | 3,50             | 7,46             | 12,15            | 15,49            | 17,48            | 17,02            | 13,51            | 9,39             | 4,18             | 0,74             |                  |
| Середній мінімум, °C                          | −5,78            | −4,86            | −2,18            | 1,79             | 6,48             | 9,80             | 13,64            | 13,18            | 9,68             | 5,56             | 0,36             | −3,12            |                  |
| Норма опадів, мм                              | 88               | 88               | 107              | 120              | 107              | 134              | 101              | 118              | 137              | 162              | 166              | 125              |                  |
| Середньомісячна швидкість вітру, м/с          | 2.16             | 2.36             | 2.56             | 2.44             | 2.30             | 2.16             | 2.06             | 2.07             | 2.02             | 2.16             | 2.32             | 2.29             |                  |
| Середньомісячна сонячна радіація, кДж/м²·день | 4160             | 6972             | 10231            | 14472            | 18529            | 19955            | 21455            | 18102            | 13265            | 8660             | 4595             | 3458             |                  |
| --------------------------------------------- | ---------------- | ---------------- | ---------------- | ---------------- | ---------------- | ---------------- | ---------------- | ---------------- | ---------------- | ---------------- | ---------------- | ---------------- | ---------------- |
| Джерело:                                      |                  |                  |                  |                  |                  |                  |                  |                  |                  |                  |                  |                  |                  |